# Johannistag

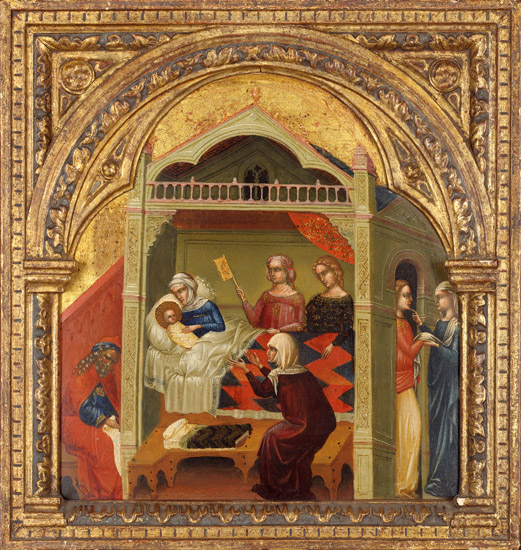
Die Geburt Johannes’ des Täufers, Lorenzo Veneziano (um 1356)

Der Johannistag (auch Johanni, Johannisfest und Johannestag, in der Vergangenheit Sommerweihnacht) ist das Hochfest der Geburt Johannes’ des Täufers am 24. Juni. Der Termin steht in enger Verbindung zur zwischen dem 20. und dem 22. Juni stattfindenden sommerlichen Sonnenwende, wie das Weihnachtsfest Bezug zur Wintersonnenwende am 21. Dezember hat (in der Nordhemisphäre). Die Johannisnacht ist die Nacht auf den Johannistag vom 23. auf den 24. Juni. 
Verknüpft ist der Tag auch mit Festen im Zusammenhang mit der Sommersonnenwende und  Brauchtümern wie dem Johannisfeuer, wie auch als besonders günstige Zeit für das Sammeln von Kräutern und Lostag im Zusammenhang mit Bauernregeln.
In der Südhemisphäre steht die Johannisnacht in Bezug zur Wintersonnenwende und oft weiterer lokaler Traditionen, wobei das wärmende und symbolisch reinigende Johannisfeuer eine besonders wichtige Rolle spielt.

## Kirchenjahr
Das Datum der Geburt Johannes’ des Täufers wurde entsprechend einer Angabe des Lukas-Evangeliums (1,26–38 ) vom liturgischen Datum der Geburt Jesu her errechnet, nämlich drei Monate nach Mariae Verkündigung und sechs Monate vor Weihnachten: Im Kirchenjahr ergab sich daraus sehr passend das (antike) Datum der Sommersonnenwende (22~24. Juni) und der Wintersonnenwende (25. Dezember). Anlass zu diesem Bezug des längsten auf den kürzesten Tag des Jahres war der Täuferspruch in Hinblick auf den kommenden Christus: „Er muss wachsen, ich aber muss kleiner werden.“ (Joh 3,30 ) Jesus Christus, seine Mutter Maria und Johannes der Täufer sind die Einzigen, bei denen außer dem Sterbetag auch der Geburtstag gefeiert und in der katholischen Kirche als Hochfest begangen wird.
Johann Sebastian Bach schrieb für den Johannistag die Kantaten Christ unser Herr zum Jordan kam (BWV 7), Freue dich, erlöste Schar (BWV 30) und Ihr Menschen, rühmet Gottes Liebe (BWV 167).
Die katholische Kirche begeht den Johannistag als Hochfest der Geburt Johannes’ des Täufers. Das Datum findet sich auch im Kalender anderer Kirchen, z. B. im Evangelischen Gottesdienstbuch.
Der Johannistag wird auch vom evangelischen Johanniterorden bzw. seinem Gegenstück, dem römisch-katholischen Malteserorden gefeiert, die sich auf Johannes den Täufer beziehen.
In den Städten gingen die Menschen früher am Vorabend des Johannistages auf den Friedhof, um die Gräber der Angehörigen mit Sommerblumen und Rosenstöcken zu schmücken.

## Brauchtum

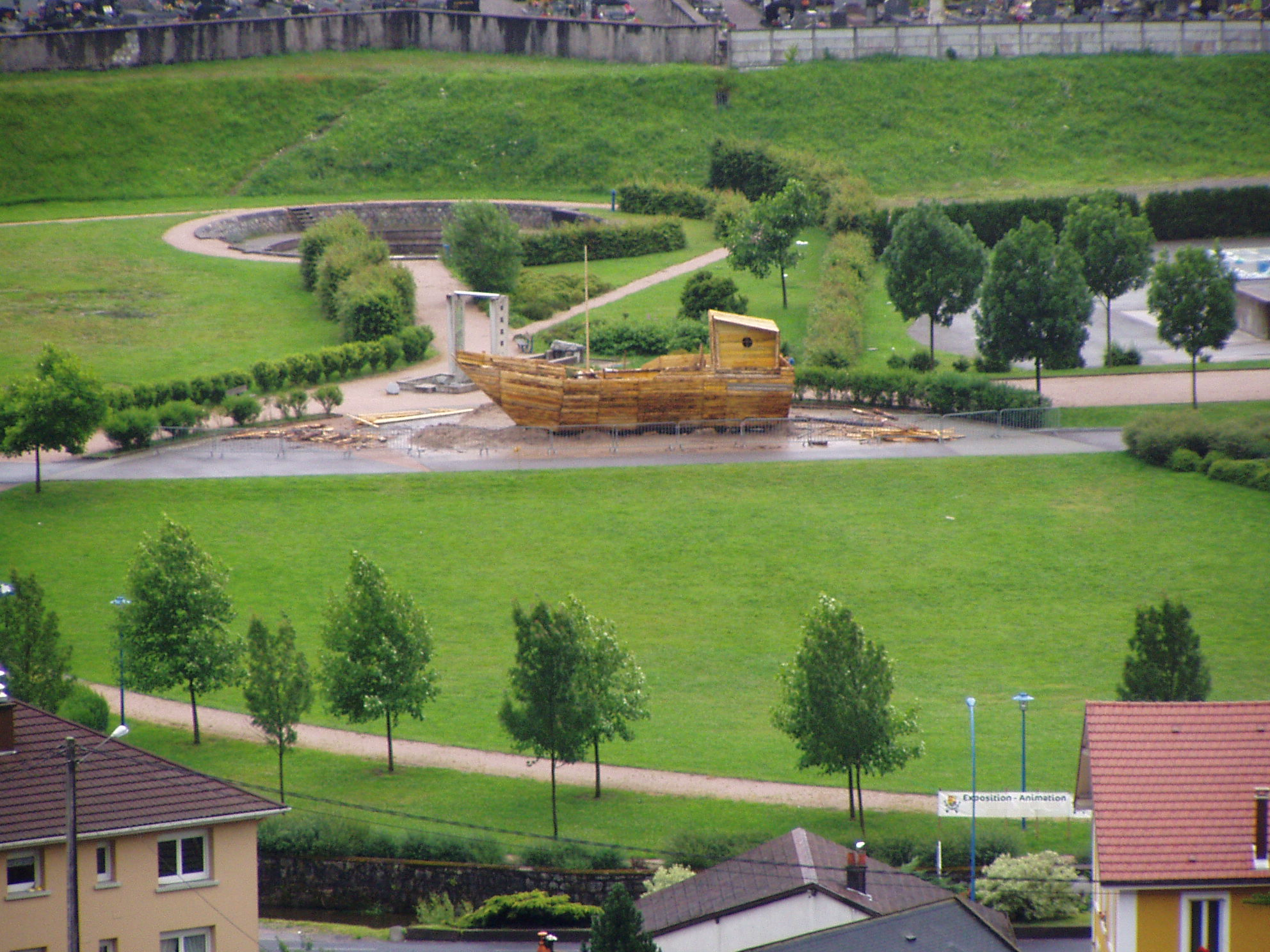
Zum Verbrennen vorbereitetes Holzschiff. Bussang, Vogesen, Frankreich, Juli 2007

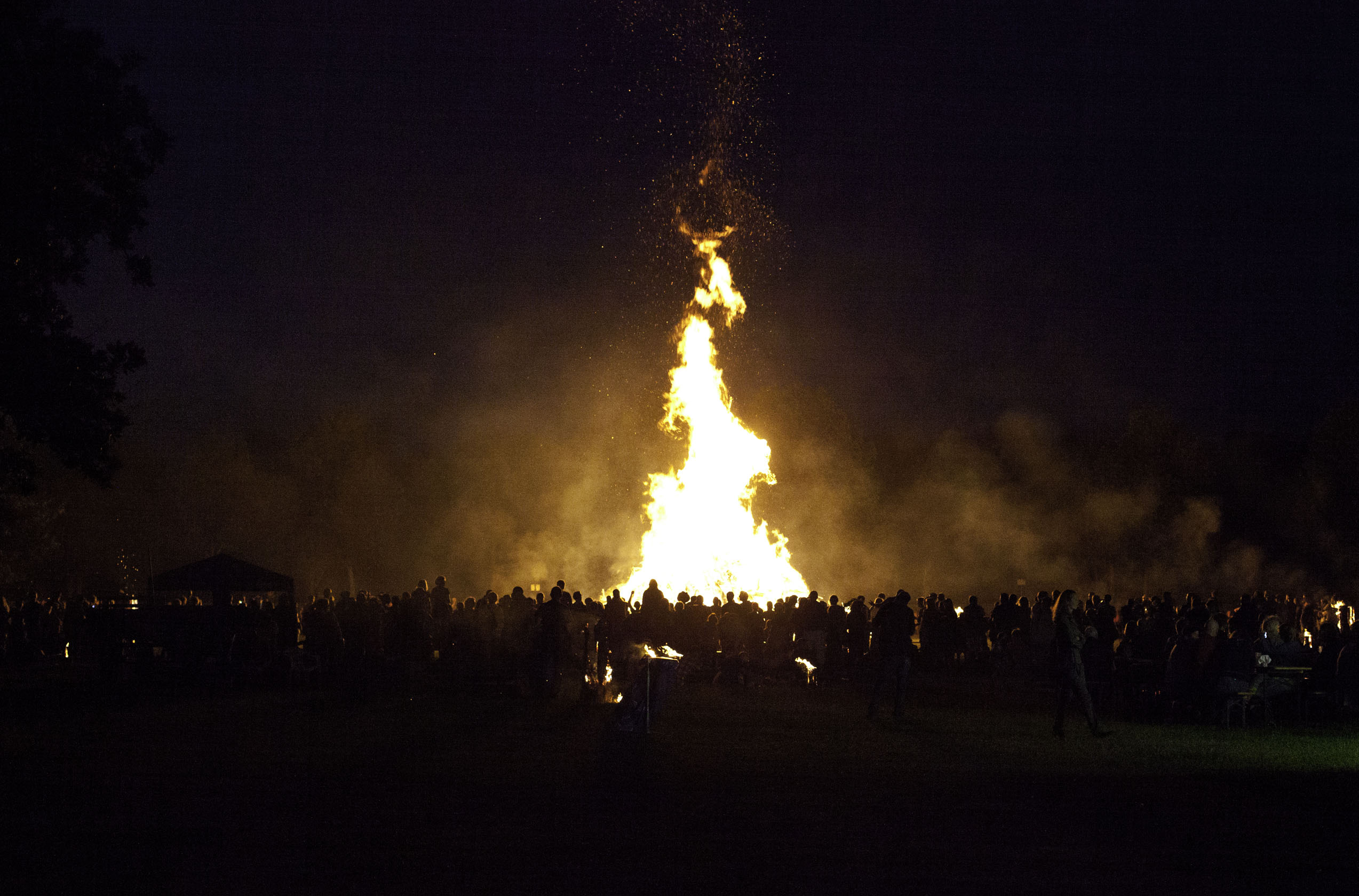
Johannisfeuer 2012 bei Freiburg im Breisgau

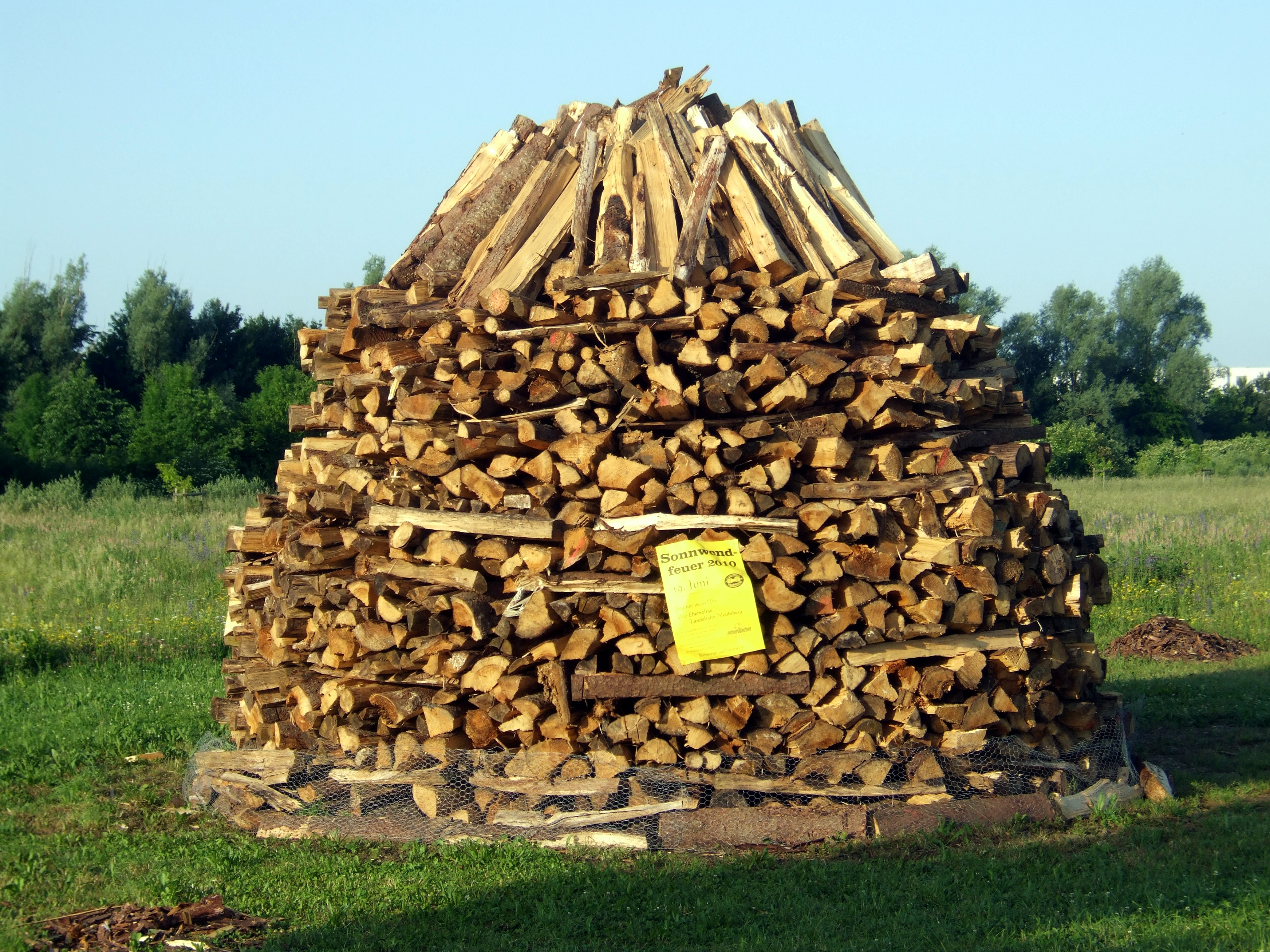
Scheiterhaufen für ein Johannisfeuer im Süden von München

Johannistagsbaum in Clausthal (2024)

In vielen Ländern hat sich ein ausgeprägtes Brauchtum um diesen Festtag entwickelt. Im Mittelalter wurden die Johannes-Feste gar als Sommerweihnacht begangen und mit einer Mitternachtsmesse gefeiert. Auch gab es eine Vorbereitungszeit entsprechend dem vorweihnachtlichen Advent.

### Johannisfeuer
Zu den Bräuchen zählte in der Johannisnacht der Tanz um das Johannisfeuer. Das Johannis- oder Würzfeuer steht in einem Zusammenhang mit der Symbolik von Feuer und Sonne wie auch der Sonnenwende. Deshalb wird das Feuer selbst ebenso als Sonnenfeuer bzw. Sonnwendfeuer bezeichnet. Es ist ein seit dem 12. Jahrhundert erstmals, seit dem 14. Jahrhundert dann häufig belegter Brauch. Das Feuer wird meist in der Nacht vor dem Johannistag angezündet. Vor allem auf Bergen ist es ein altes Symbol für die Sonne und damit für Christus. Auch Johannes selbst hat mit Feuer zu tun, denn er gilt nach dem Propheten Maleachi als der Vorläufer Jesu (Mal 3,1–2 ). Johannes sagte, dass Christus mit „Feuer und mit Geist“ taufen werde (Mt 3,11 ). Die Höhen- oder Bergsymbolik befindet sich im sogenannten Lobgesang des Zacharias, des Vaters von Johannes (Lk 1,76–78 ).
Dem Volksglauben nach sollte das Johannisfeuer Dämonen abwehren, die Krankheiten hervorrufen oder Viehschaden und misswüchsige Kinder bewirken. Darauf deuten auch die Strohpuppen hin, die man in manchen Gegenden ins Feuer wirft („Hanslverbrennen“). Insbesondere sollten auch Hagelschäden abgewehrt werden, daher wird das Johannisfeuer auch als Hagelfeuer bezeichnet. Dieses Brauchtum liegt vermutlich in der großen Beliebtheit des Heiligen begründet. Das Johannisfeuer findet man in verschiedener Ausgestaltung fast über ganz Europa verbreitet. Die südlichste Sonnenwendfeier mit Johannisfeuer war lange Zeit in Alicante, heute ist es in Torrevieja.
Das beim Johannisfeuer mancherorts verwendete drehende Rad wird als Sonne gedeutet. Ein Zusammenhang könnte außerdem mit dem Not- oder Nodfeuer bestehen, dessen Hergang weitgehend vergleichbar ist.
Mancherorts springen Jungen und Mädchen über das Johannisfeuer. Dies ist eine Mutprobe mit abergläubischem Hintergrund: Der Sprung über das Feuer soll reinigen und vor Krankheit schützen. Je mehr Personen gleichzeitig darüber springen, desto größer soll die Wirkung sein, und wenn ein Paar Hand in Hand über das Feuer springt, soll bald Hochzeit gefeiert werden.
Im Zuge der Christianisierung ersetzten die Johannisfeuer seit dem Mittelalter zunehmend die bisherigen Sonnenwendfeuer mit vermutlich vorchristlichen Wurzeln.

### Pflanzen
- Die sogenannte „Johanniskrone“ wurde aus Zweigen und Laub geflochten und geschmückt oder teils auch mit Kerzen besteckt. In Städten wurde zum abendlichen Tanz unter der Johanniskrone eingeladen, bis die Krone vergilbte.[9][10][11]
- Früher band man sogenannte „Johannissträuße“, die meist aus sieben Kräutern bestanden und stellte sie in die Vase. Man glaubte, dass die Kräuter am Johannistag besonders starke Heilkraft hätten. Es gibt auch den Brauch, einen Johannisstrauß in der Nacht vor dem Johannistag unter das eigene Kopfkissen zu legen, um so Liebesglück zu erhalten. Teils band man auch sogenannte „Johanniskränze“. Sie bestanden ebenfalls meist aus sieben Kräutern und blieben das ganze Jahr über im Haus hängen.[12][13]
- Umgürtet mit einem Kranz aus Beifuß (Beifußgürtel) wurde früher das Sonnenwendfeuer umtanzt; anschließend wurde der Gürtel „zusammen mit allen Anfeindungen“ in die Flammen geworfen. Später trug man ihn auch bei Johannisfeuern. Beifuß wird mit Johannes dem Täufer in Verbindung gebracht, da er ihn der Legende nach an seinem Ledergürtel bei seiner in der Bibel beschriebenen Wanderung durch die Wüste (Mk 1,6 EU) getragen haben soll, um nicht zu ermüden.[14][15]
- Teilweise glaubte man auch, dass Johannisstreu im eigenen Haus als Blumenteppich unter den Esstisch gestreut für Glück in der Liebe sorgt.[16]

### Speisen
- Weit verbreitet war früher das Backen von Johanniskuchen. Im Elsass wurde er am Festtagsmittag in noch warmem Zustand nach Hause getragen, woher die Redensart „Hans Dampf in allen Gassen“ stammt.[17] Vielerorts bedachten Gutsherren das Gesinde mit Johanniskuchen.
- Der Johannistag wird zuweilen als „Holdertag“ („Holder“ ländlich für Holunder) bezeichnet, da an diesem Tage auch „Hollerküchel“ gebacken werden.[18]
- An dem Tag endet in Deutschland die Spargelsaison,[19] ebenso die Rhabarber-Erntezeit.[20]
- Um den Johannistag werden die ersten Johannisbeeren erntereif.

### Weitere Johannisbräuche
- Früher war es Brauch, in der Johannisnacht in Flüssen und Seen schweigend ein Bad (Johannisbad) zu nehmen. Dies sollte einem angeblich besonderen Schutz geben.[21]
- Früher glaubte man, dass der Tau der Johannisnacht („Johannistau“) voller Kraft und Segen sei; deshalb badete man darin und erhoffte sich so Befreiung von Krankheiten oder Sommersprossen. Man goss auch die Blumen mit Johannistau und verwendete ihn als Gärmittel für Brotteig.[22][23]
- Im Juni werden in zahlreichen deutschen Städten heutzutage immer noch Brunnenfeste gefeiert. Besonders früher wurden die Brunnenfeste anlässlich der jährlichen Reinigung des Dorfbrunnens veranstaltet. Teilweise fanden die Feste rund um den Johannistag statt, da die Figur des heiligen Johannes’ eng mit dem Wasser verbunden ist. Mancherorts segnete man früher das Brunnenwasser und besprengte dann damit die Menschen. Bei alldem bat man Johannes den Täufer um besonderen Schutz. In einigen Orten wählte man auch Brunnenmeister. Sie waren bis zum nächsten Jahr für die Pflege des Dorfbrunnens zuständig.[24][25]

### Regionale Johannisfeste und -bräuche

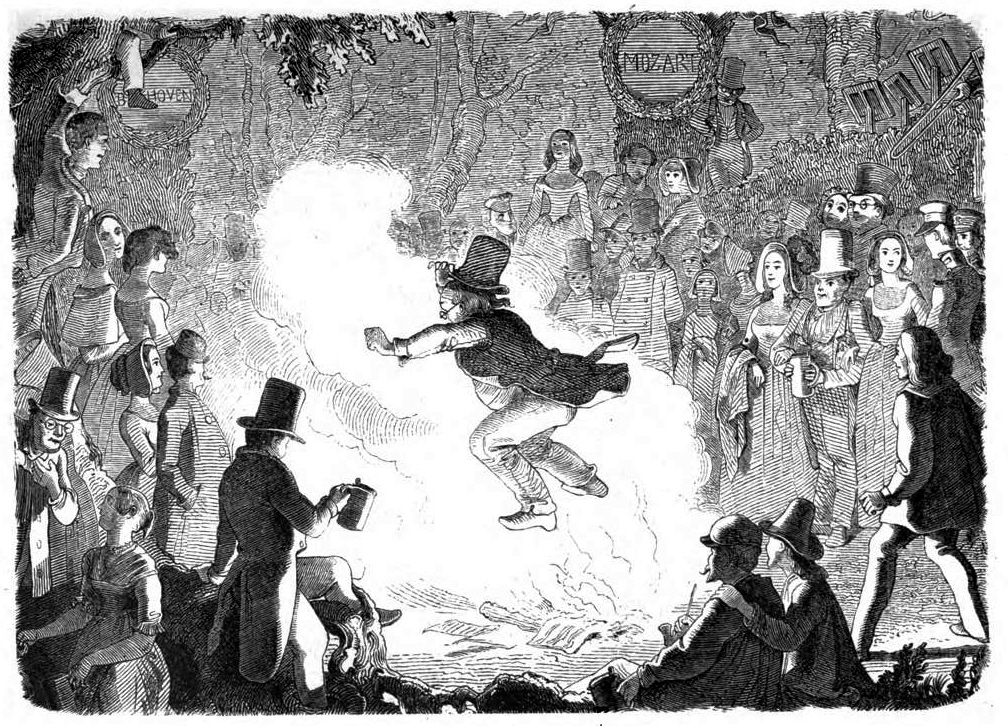
Der Johannissprung. Aus:Otto von Reinsberg-Düringsfeld: Das festliche Jahr in Sitten, Gebräuchen und Festen der germanischen Völker. Leipzig, 1863

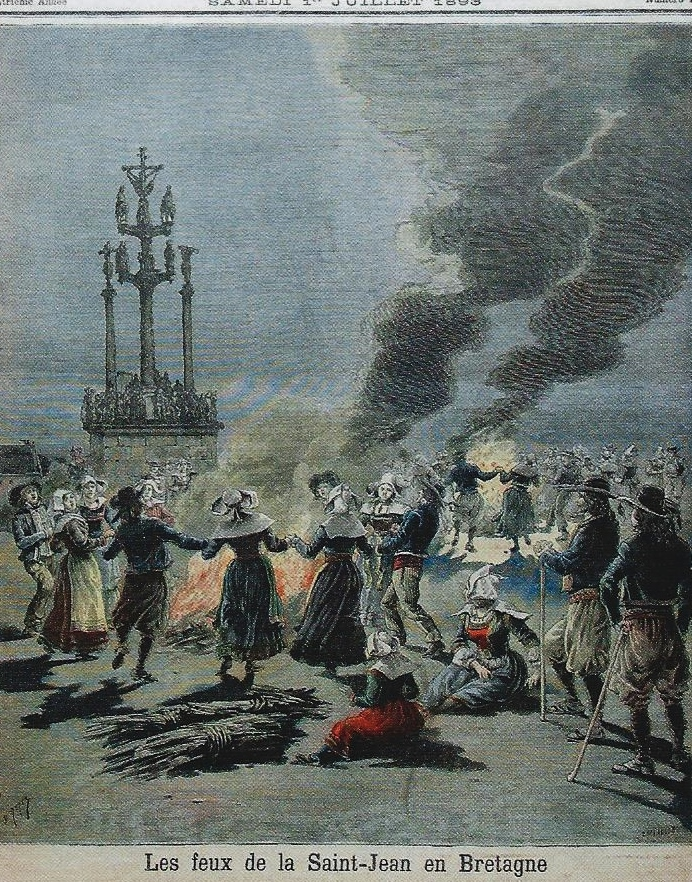
Johannisfest in der Bretagne 1893

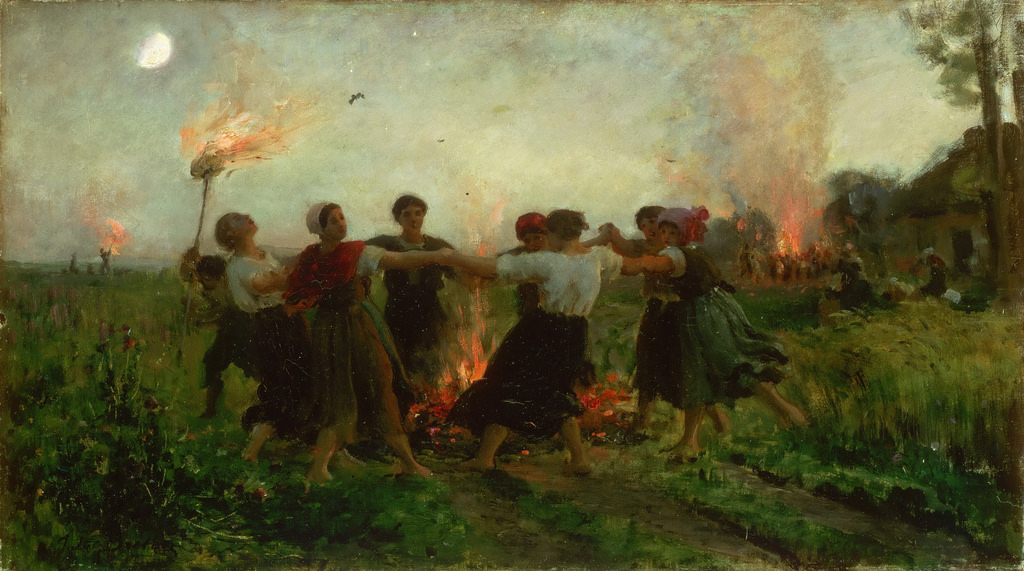
Johannisfest, Gemälde von Jules Breton 1875

In Deutschland gibt es in folgenden Städten und Regionen besondere Johannisfeste und -bräuche:
- Im Oberharz werden grüne Fichten mit Wiesenblumen und Eierketten geschmückt in den Straßen aufgestellt. Die Kinder und Jugendlichen ziehen von Baum zu Baum durch die Straßen. Es gibt Kaffee, Kakao und Kuchen. Man tanzt zu volkstümlichen Weisen um den Johannibaum. Immer wieder ertönt der Gesang „Tripp, Trapp Käse-Napp, heute ist Johannistag“. Abends gibt es ein gemeinsames Fest der Erwachsenen. Früher haben sich die einzelnen Nachbarn in den Straßen getroffen und gemütlich gefeiert.
- In Eschwege (Hessen) wird das Johannisfest fünf Tage lang üblicherweise am ersten Juliwochenende gefeiert. Dies variiert jedoch, da sich der Termin auch an den hessischen Schulferien orientiert, weil sich die Schulen der Stadt maßgeblich am Fest beteiligen. Dabei wird der Festzug vom Dietemann, der Eschweger Symbolfigur, angeführt.[26]
- In Markdorf begehen Kinder nach dem Angelusläuten am 24. Juni mittags den nur dort verbreiteten Brauch des Hansafüratles.[27]
- In Casel bei Drebkau wird an einem Sonntag um den 24. Juni der niedersorbische Brauch des Johannisreitens gepflegt.[28]
- Die in Mainz am Vorabend gefeierte Johannisnacht ist dagegen ein Marketingevent, das erst 1968 zum 500. Todestag von Johannes Gutenberg ins Leben gerufen wurde und dessen Verdienste feiert.[29]
- In Neuerburg/Eifel feiert der Musikverein Neuerburg 1821 e.v. um den Johannistag sein traditionelles Johannisfest. Da die Eifel ein eher armes Land war, verteilte der Bürgermeister im 17. Jahrhundert am „Gehaanstag“ Wecken (Brötchen und Teilchen) an die Kinder. Dieser Brauch wurde nach Gründung des Musikvereins 1821 von diesem übernommen und entwickelte sich zum heutigen Johannisfest. Am Sonntag Nachmittag ziehen die Kinder mit geschmückten Fahrrädern unter den Klängen des Musikvereins vom Johannisplatz zum Marktplatz. Nach dem Fahrradkorso erhalten sie ein kleines Präsent. Bei Kaffee und Kuchen gibt es viel Unterhaltung in Form von Zauberern, Liedermachern oder traditionellen Spiele (z. B. Würstchenschnappen).
- In der Oberlausitz werden neben den Johannisfeuern noch Rutenbesen (ein Haselstock mit angebundenem Birkenreisig) angezündet und von der Dorfjugend geschwungen. Ein lange brennender Besen zeigte, dass der Geber nicht geizig ist.
- In der Stadt Monschau wird die Johannisnacht anstelle der Mainacht gefeiert. Nachts fahren Junggesellen mit lauter Musik auf extra zu diesem Anlass gebauten und von Traktoren gezogenen Anhängern und setzen ihren Herzensdamen einen „Johannisbaum“ vor die Haustüre.[30]

Andere Länder
- In Tirol werden seit dem 14. Jahrhundert sogenannte Bergfeuer entzündet. Es handelt sich dabei meist um Sonnwendfeuer. Teilweise werden sie heutzutage aber auch mit dem heiligen Johannes und dem Johannistag in Verbindung gebracht oder als Herz-Jesu-Feuer entfacht. Das bekannteste der Tiroler Bergfeuer ist das Bergfeuer Ehrwald, das zum Immateriellen UNESCO-Kulturerbe erklärt wurde.[31]
- Am 24. Juni wechselten im Stadtstaat Zürich jeweils der Bürgermeister und die Räte. Auch die Obervogteien und Landvogteien hatten ihre Amtswechsel an diesem Tag.
- In Frankreich wird das Johannisfest kurz als „Saint-Jean“ bezeichnet. Das regionale Brauchtum ist unterschiedlich, manchmal wird erst am darauf folgenden Wochenende gefeiert. Seit 1834 wird der Johannistag von den Frankokanadiern als Nationalfeiertag begangen. Papst Pius X. erklärte 1908 Johannes den Täufer zum Schutzpatron der Frankokanadier. Seit 1977 ist der Johannistag in der Provinz Québec ein arbeitsfreier Feiertag.[32]
- Im andalusischen Städtchen Lanjarón findet alljährlich am Johannistag die Fiesta del Agua y del Jamón statt.[33]
- In Skandinavien, Finnland und dem Baltikum sind Johannisfeiern sehr verbreitet; in Litauen ist Joninės, in Lettland Jāņi, in Estland Jaanipäev und in Finnland Juhannus (gefeiert am Sonnabend zwischen dem 20. und 26. Juni) der populärste Feiertag überhaupt. Ein Sonderfall ist Schweden, wo anstelle des Johannisfests Mittsommer gefeiert wird. Die Johannisnacht heißt auf den Färöern Jóansøka. Am Wochenende um den 24. Juni gibt es auf der Insel Suðuroy seit 1925 ein Volks-, Sport- und Musikfest. Auch auf Island wird Jónsmessa gefeiert.[34] In Dänemark wird am 23. Juni, dem Vorabend des Johannistages, mit einem großen Feuer der Sankt-Hans-Abend gefeiert.[35]

- In Brasilien, insbesondere im Nordosten, wird das Fest als São João gefeiert. Zentren dieses zweitwichtigsten Festes nach Karneval sind vor allem die Städte Caruaru in Pernambuco und Campina Grande in Paraíba. Da das Fest zeitlich mit der Maisernte zusammenfällt, werden zahlreiche Maisgerichte (Kuchen, Puddings, Suppen und Maiskolben, die über dem Johannisfeuer gegrillt werden) gegessen. Die reichhaltigen Kulturdarbietungen werden dominiert von den Tänzen Forró und Pastoril. Die Frauen tragen zu São João zumeist bunte, weite Kleider, die Männer karierte Hemden und Strohhüte.[36]
- Auf der Südhalbkugel steht der Tag im Zusammenhang mit der Wintersonnenwende. Zum Beispiel in Tarija (Bolivien) gilt der Johannistag allgemein als die "kälteste Nacht des Jahres". Entsprechend werden wärmende Getränke wie Milch oder Tee, jeweils mit Zimt und einem Schuss Singani, gereicht. Dazu werden Hotdogs gegessen. Aufgrund der hohen Waldbrandgefahr während der Trockenzeit und der Luftverschmutzung sind Johannisfeuer landesweit verboten. Eine Reihe von anderen Ritualen zur Erneuerung sind jedoch üblich, insbesondere im landwirtschaftlichen Bereich.[37]

## Johannistag als Lostag

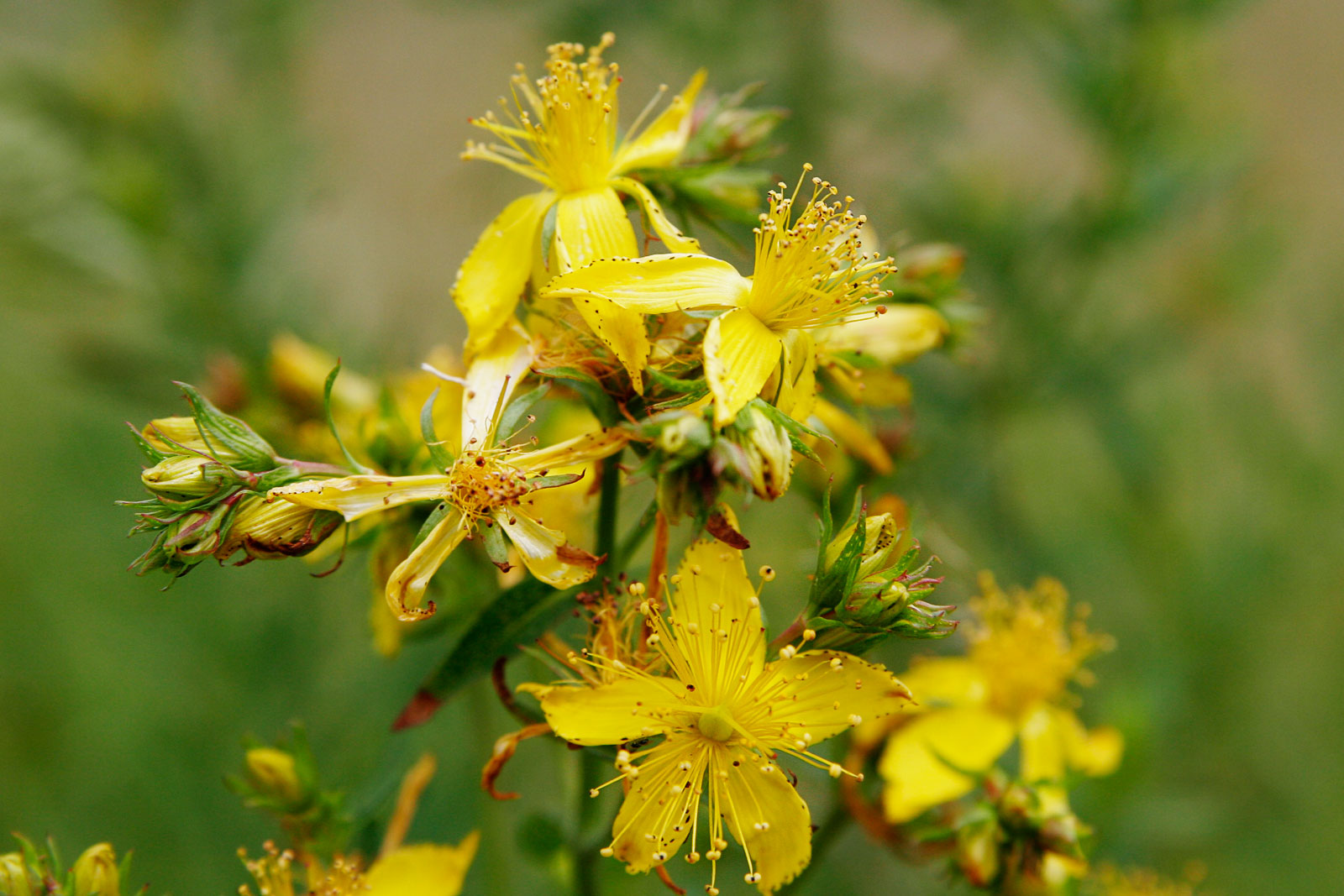
Das Johanniskraut blüht um den Johannistag auf

Der Johannistag ist als Lostag in der Überlieferung für die Landwirtschaft und das Wetter von zentraler Bedeutung. Folgende Zeigerpflanzen und Tiere der Phänologie sind daher traditionell nach diesem Tag benannt:
- Das Johanniskraut, da es um den Johannistag blüht.
- Die Johannisbeere, da sie zu dieser Zeit ihre Reife erreicht.
- Der Johanniskäfer, womit insbesondere der Kleine Leuchtkäfer (auch gemeines Glüh- oder Johanniswürmchen) gemeint ist, aber auch der Große Leuchtkäfer (auch Großes Glühwürmchen oder Großes Johanniswürmchen), da deren Schwärme um den Johannistag ihre Leuchtkraft zur Balz entfalten.
- Die Johannisblume und die St.-Johannis-Kerze – in ländlichen Gegenden, besonders Bayern, hat die Echte Arnica (Arnica montana) den Trivialnamen Johannisblume und die Königskerze wird St.-Johannis-Kerze genannt. Beide Namen kommen daher, dass die Pflanzen um den Johannistag herum blühen.[38]

Zum Johannistag gibt es viele Ernteregeln und Erntetraditionen. So neigt sich in der Regel um den 24. Juni die Schafskälte dem Ende zu; daher beginnt hier die Ernte vieler Feldfrüchte. Bei Rhabarber und Spargel endet sie jedoch, deshalb trägt der Johannistag auch den Beinamen „Spargelsilvester“´. Die dazu passende Bauernweisheit lautet: Bis Johanni nicht vergessen: Sieben Wochen Spargel essen.
Zum Johannistag sind viele Futtergräser bereits reif, und Sommergetreide und viele anderen Nutzpflanzen beginnen nun ihre Reifeperiode. Johanni gilt daher als spätester Termin auch in klimatisch schlechten Regionen – an den Küsten Norddeutschlands und in den Alpen – für die Heuernte, aber auch als Garant für gutes Wetter. Der Begriff „Johannischnitt“ wurde geprägt.
Ein Anzeichen für eine kommende Warmwetterperiode nach dem Johannistag sind gegen Ende Juni auftretende Johanniskäferschwärme. Johanniskäfer brechen in dieser Zeit nur zur Balz auf, wenn das Wetter längere Zeit stabil und warm bleiben wird. Früher begannen die Bauern daher beim Bemerken von Johanniskäferschwärmen mit der Heuernte, da sie dann einigermaßen sicher sein konnten, das Heu ernten zu können, ohne von Regengüssen überrascht zu werden.

„Vor dem Johannistag
 man Gerst und Hafer nicht loben mag.“

„Wenn die Johanniswürmer glänzen,
 darfst Du richten Deine Sensen.“

Eine verzögerte Entwicklung der Tiere rund um den Johannistag ist meist verbunden mit schlechtem Wetter und daher mit Ernteausfällen.

„Der Kuckuck kündet teure Zeit,
 wenn er nach Johanni schreit.“

Besonders bei naturnah bewirtschafteten Wiesen ist der Johannistag als frühester Beginn der Heuernte und des Abmähens der Wiesenpflanzen normalerweise vorgeschrieben. So können Wiesenblumen und Gräser ungestört aussamen und am Boden brütende Vögel ihren Nachwuchs aufziehen. Es wird auch Insekten und Spinnen ausreichend Zeit für ein erfolgreiches Vermehren gelassen. Das alles ist ein bedeutender Beitrag zum Artenschutz und dem Erhalt der Artenvielfalt in Europa.
Bei Laubbäumen, wie zum Beispiel Eiche oder Rotbuche und immergrünen Hecken kommt es um den Johannistag zum zweiten Austrieb, der auch „Johannistrieb“ genannt wird. In der Regel werden Hecken und Bäume nun zum zweiten Mal im Jahr beschnitten („Johannisschnitt“). Bis zum Frühjahrsaustrieb geraten sie nun nicht mehr aus der Form. Bei Obstbäumen wird der Johannistrieb herausgerissen, da dieser unnötig Nährstoffe kostet. Zur Kompensation von Fraßschäden an Bäumen, beispielsweise durch Maikäfer, kann der Johannistrieb aber auch sehr wichtig bzw. von Nutzen sein.
Als „Johannistrieb“ wird in der bäuerlichen Überlieferung auch ironisch genannt, wenn ein älterer Mann eine junge Frau nimmt.
Nach volkstümlichen und magischen Vorstellungen sollte beispielsweise das Farnkraut in der Johannisnacht bzw. am Johannistag zu blühen beginnen.